# Michael František Antonín z Althannu
Michael František Antonín hrabě z Althannu (německy Michael Franz Anton von Althann; 2. února 1760 – 6. května 1817 Vídeň) byl česko-rakouský šlechtic z hraběcího rodu Althannů, majitel statků v jižní části Kladského hrabství a východních Čechách (Králíky). V letech 1808–1816 byl nejvyšším hofmistrem císařovny Marie Ludoviky.

## Život
Narodil se roku 1760 jako sedmý syn hraběte Michaela Jana z Althannu (1710–1778) a jeho čtvrté manželky Marie Kristýny Juliany z Wildensteinu (1727–1794). Od mládí působil ve státních službách, byl dolnorakouským vládním radou, od roku 1799 skutečným dvorním radou česko-rakouské dvorské kanceláře. V roce 1807 byl jmenován nejvyšším hofmistrem arcivévodkyně Marie Ludoviky, následně organizoval její sňatek s císařem Františkem I. v roce 1808 a téhož roku ji doprovázel ke korunovaci na uherskou královnu do Bratislavy. Nejvyšším hofmistrem nové císařovny zůstal do její předčasné smrti v roce 1816. Byl též c. k. komořím a tajným radou, v roce 1808 obdržel Řád zlatého rouna. Dále byl nositelem velkokříže Leopoldova řádu a po předcích také držitelem čestné hodnosti španělského granda I. třídy. Po nečekané smrti svého nevlastního bratra Michaela Jana V. v roce 1815 převzal správu nad statky rodu Althannů v Kladsku, mezi které patřily: majorát v Mezilesí, statky v Roztokách a Vlkanově. V sousedství těchto statků vlastnil také majetek ve východních Čechách (Králíky).
Od roku 1783 byl ženatý s Marií Eleonorou Batthyányovou (1760–1831), která byla c. k. palácovou dámou a dámou Řádu hvězdového kříže. Z manželství se však nenarodily žádné děti.
Hrabě Michael František Antonín z Althannu zemřel 6. května 1817 ve Vídni. Dědicem majetku se stal mladší bratr Michael Maxmilián z Althannu (1769–1834).